# Ullensaker
Ullensaker ist eine Kommune im norwegischen Fylke Akershus. Die Kommune hat 45.066 Einwohner (Stand: 1. Januar 2025). Verwaltungssitz ist die Ortschaft Jessheim. In der Gemeinde befindet sich der Osloer Flughafen Gardermoen.

## Geographie

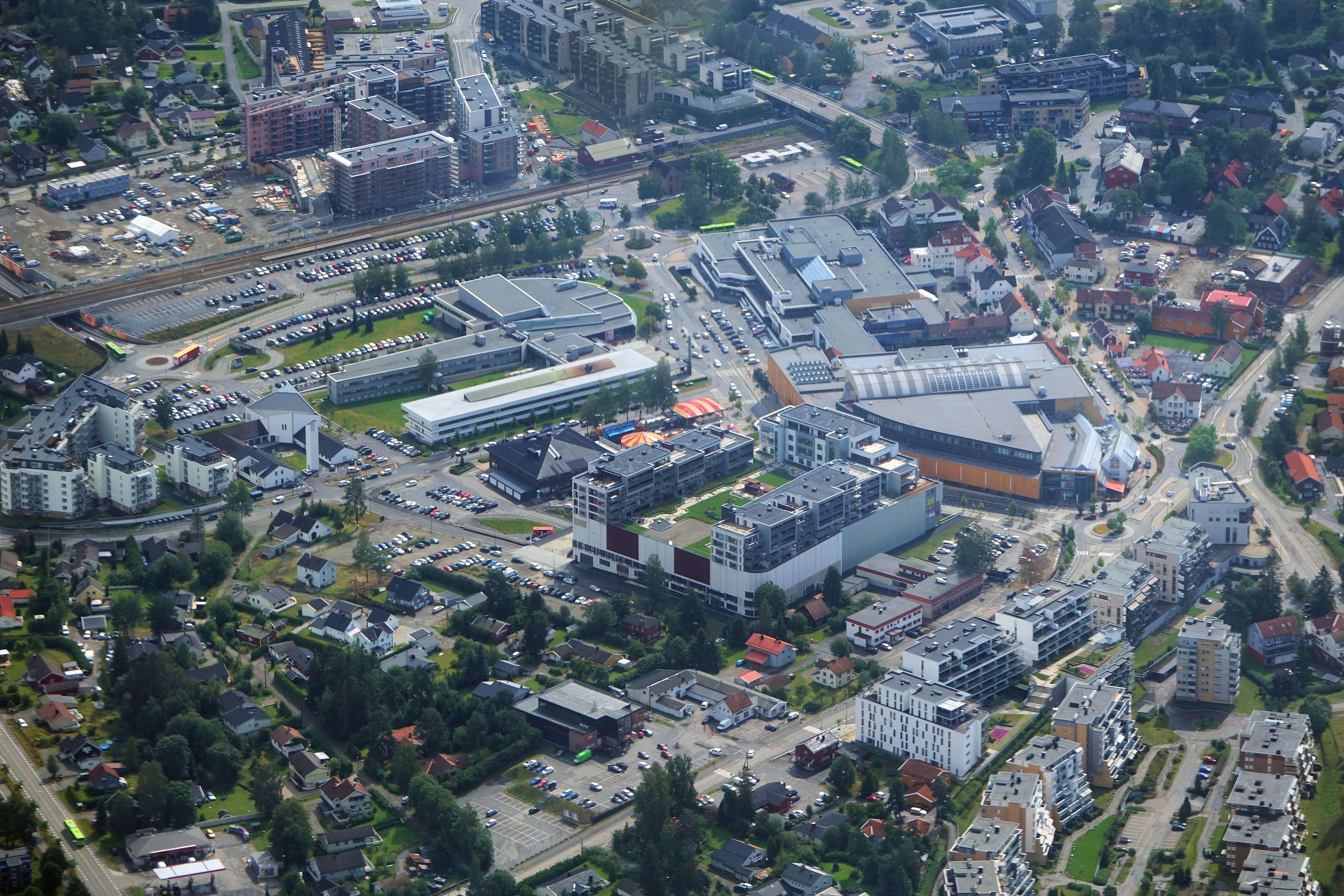
Luftbild von Jessheim

Ullensaker liegt in der Region Romerike. Die Westgrenze von Ullensaker bildet der Fluss Leira, die südöstliche Grenze folgt größtenteils dem Fluss Rømua. Beide dieser Flüsse sind Nebenflüsse der Glomma. Die höchste Erhebung ist der Hasleråsen mit einer Höhe von 313,5 moh.
Vor 1.000 Millionen Jahren erstreckte sich eine Gebirgskette von Schweden durch das Gebiet von Ullensaker nach Westen. Unter Ullensaker befindet sich noch Urgestein dieses alten Gebirges. Die Gebirgskette wurde während der verschiedenen Eiszeiten abgehobelt. Als nach der letzten Eiszeit vor 10.000 Jahren sich das Eis zurückzog, folgte das Meer bis nach Hamar. Die Felsreste des ursprünglichen Gebirgszuges blieben als Inseln im Romeriksfjord stehen. Sie bestehen aus Gneis und Amphibolit. Es gibt auch Quarz an einigen Stellen.
Als der Druck des Eises nachließ, hob sich das Land. Heute kann man die Meeresablagerungen bis in 208 Meter Höhe beobachten. Aus den Gletschern wurde viel Grus ausgeschwemmt, der inzwischen abgebaut wurde.

## Einwohner
In der Gemeinde liegen mehrere sogenannte Tettsteder, also mehrere Ansiedlungen, die für statistische Zwecke als eine städtische Siedlung gewertet werden. Diese sind Jessheim mit 24.547, Kløfta mit 8479, Sand mit 2551, Sessvollmoen mit 1317, Nordkisa mit 1347 und Borgen mit 1591 Einwohnern (Stand: 1. Januar 2024). Des Weiteren werden 486 der insgesamt 15.746 Einwohner des größtenteils in Eidsvoll gelegenen Tettsteds Råholt zu Ullensaker gerechnet. Diese Ortschaften befinden sich mit Ausnahme von Nordkisa alle im Westen der Kommune. In der Dekade von 1996 bis 2006 war die Kommune diejenige mit dem größten Bevölkerungswachstum in ganz Norwegen. Das Wachstum lag bei 35,7 %.
Die Einwohner der Gemeinde werden Ullsokning genannt. Offizielle Schriftsprache ist Bokmål, also die weiter verbreitete der beiden norwegischen Sprachformen.

## Geschichte
Im Westen von Jessheim befindet sich der Raknehaugen, welcher zu den ältesten Grabhügeln Nordeuropas zählt. Es gibt weitere archäologische Funde, die bis in die Steinzeit zurückreichen. In Ullensaker liegen mehrere Kirchen, unter anderem die Hovin kirke, eine Holzkirche aus dem Jahr 1695.

## Wirtschaft
Die Arbeitsplätze in Ullensaker finden sich hauptsächlich im Dienstleistungssektor wieder. Dabei sind viele bei den militärischen Institutionen und dem Flughafen Oslo Gardermoen tätig. In den Ortschaften Kløfta und Jessheim gibt es zudem Arbeitnehmer im Handelsgewerbe. Die Industriebetriebe der Kommune liegen vor allem in Jessheim. Seit der Eröffnung des Flughafens ist die Kommune Ziel von vielen Pendlern aus den umliegenden Kommunen.

## Verkehr
In Ullensaker liegt der größte Flughafen Norwegens, der Flughafen Oslo-Gardermoen. Durch das Gebiet der Kommune führt zudem die Europastraße 6, die von Südschweden nach Nordnorwegen führt. Des Weiteren gibt es Haltestationen der Bahnlinien Hovedbanen und Gardermobanen in Ullensaker.

## Wappen und Name
Das Wappen stellt den Gott Ullr dar. Er wurde in vorchristlicher Zeit in Romerike besonders verehrt. Er war der beste Skiläufer und größte Jäger. Der Name Ullensager kommt vom norrønen Ullinshof, der Kultstätte für Ullr. Im 15. Jahrhundert kam der Namensbestandteil aker hinzu, was bebautes Feld, Acker bedeutet.

## Sehenswürdigkeiten
- Grabhügel Raknehaugen, größter Grabhügel Norwegens

## Persönlichkeiten
- Fredrik Borgen (1852–1907), Landschaftsmaler
- Johannes Hanssen (1874–1967), Komponist, Dirigent und Militärmusiker